# Isomyia angolensis
Isomyia angolensis är en tvåvingeart som först beskrevs av Peris 1951.  Isomyia angolensis ingår i släktet Isomyia och familjen Rhiniidae.
Artens utbredningsområde är Angola. Inga underarter finns listade i Catalogue of Life.